# 埃弗拉士龍屬
埃弗拉士龍屬是種蜥腳形亞目恐龍。埃弗拉士龍是種二足或四足恐龍，身長6公尺，生存於三疊紀晚期的德國，約2億1000萬年前。屬名是以其發現者埃伯哈德·弗拉士（Eberhard Fraas）為名。

## 分類與歷史
在過去，埃弗拉士龍的化石曾經被錯誤歸類達四次。牠們的化石最初與勞氏鱷目的化石混合在一起。在1908年，休尼（Friedrich von Huene）將這些混合化石命名為巨齒龍。埃伯哈德·弗拉士發現了這個錯誤，並將屬於勞氏鱷目的部份繼續名為巨齒龍。弗拉士當時將埃弗拉士龍的化石，認為與槽齒龍是同種動物。在1932年，這些化石被歸類於Palaeosaurus的一種。在1984年，這些化石被認為是個未成年的鞍龍。但在2002年，這些化石終於被建立為獨立的屬，模式種是小埃弗拉士龍（E. minor）。有些網站仍將鞍龍與埃弗拉士龍混淆。

## 敘述
埃弗拉士龍是種原始的蜥腳形亞目恐龍，略比槽齒龍先進，但比原蜥腳下目的板龍與蜥腳下目的近蜥龍原始。如同許多原始的蜥腳形亞目恐龍，埃弗拉士龍可能可用二足或四足方式行走。
埃弗拉士龍曾經被認為是種相當小的恐龍，但後來發現該化石是個幼年個體。成年的埃弗拉士龍身長應可達6公尺。